# Osiris Chierico
 Osiris Chierico  (1927 – 1993) fue un periodista, crítico de arte, escritor y poeta argentino, nacido el 16 de julio de 1927.

## Trayectoria
Formó parte de las redacciones de Crítica, Clarín, El Mundo, El Siglo, Correo de la Tarde, El Hogar, Mundo Argentino, Hoy y La Prensa. Participó de numerosos programas radiales y televisivos.
Se destacó como crítico de arte. Realizó reportajes a escritores, pintores y artistas como Marc Chagall, Max Ernst, Víctor Vasarel y Antonio Tapies. Fue Jefe de Prensa de Canal 9 (Televisión) y Jefe de Extensión Cultural del Museo de Artes Plásticas Eduardo Sívori.
Autor de los libros: Mitad del sueño (1949), Gardel: realidad y mito (1964) en colaboración con Miguel Couselo, Soldi: Los trabajos y los días, Naum Knop, Kosice, y Estragos: Guía informal de la sed y los sedientos (1986), Tiempo enamorado (1952), Poema de Barcelona (1972) y Suma de la crónica (1978).
Escribió artículos de crítica sobre Raúl Soldi, Margarita Matus, Eugenia Crenovich, Pérez Celis, Susana Parisi, Artemio Alisio, Matilde Grant Roberto González, Carlos Alonso, Poupee Tessio, Carlos Poveda y autores del Grupo Espartaco, entre otros.
Recibió el Premio Konex 1987: Artes Visuales.
Fue jurado de los Premios Konex 1992: Artes Visuales.
Falleció el 5 de febrero de 1993.